# Hana wo Pūn / Futari wa NS
 (décembre 2023).
Si vous disposez d'ouvrages ou d'articles de référence ou si vous connaissez des sites web de qualité traitant du thème abordé ici, merci de compléter l'article en donnant les références utiles à sa vérifiabilité et en les liant à la section « Notes et références ».
Singles par Tsukishima Kirari starring Kusumi Koharu (Morning Musume)
Happy
(2 mai 2007) Chance!
(7 nov. 2007)
Hana wo Pūn / Futari wa NS (はなをぷーん/ふたりはNS) est l'unique single du duo japonais Kira Pika, sorti en 2007.

## Présentation
Le single sort le 1er août 2007 au Japon sur le label zetima. Il atteint la 9e place du classement des ventes de l'Oricon. Il sort aussi dans une édition limitée avec une pochette différente et une carte de collection en supplément, ainsi qu'au format "single V" (vidéo DVD contenant les clips vidéo des chansons et un making of) une semaine après. Il est chanté par Koharu Kusumi du groupe Morning Musume et Mai Hagiwara de °C-ute, incarnant respectivement Kirari Tsukishima et Hikaru Mizuki, chanteuses de fiction de la série anime Kilari (Kirarin Revolution) doublées par les membres du duo.
C'est un single "double face A" contenant deux chansons principales et leurs versions instrumentales. Les deux chansons servent de générique de début et de fin à la série : Hana wo Pūn en est son 6e thème de fin (épisodes 65 à 67) puis son 4e thème d'ouverture (épisodes 68 à 77), et Futari wa NS en est son 7e thème de fin (épisodes 68 à 77). Elles figureront sur le second album de "Tsukishima Kirari starring Kusumi Koharu (Morning Musume)", Kirarin Land, qui sort cinq mois plus tard, puis sur sa compilation Best Kirari de 2009. Elles seront adaptées en français dans la version française de la série sous les titres respectifs Un petit coup de nez et Magnétiques.

## Liste des titres
| CD    | CD                                           | CD                                      | CD    | CD | CD | CD | CD | CD | CD |
| No    | Titre                                        | Paroles / Musique / Arrangements        | Durée |    |    |    |    |    |    |
| ----- | -------------------------------------------- | --------------------------------------- | ----- | -- | -- | -- | -- | -- | -- |
| 1.    | Hana wo Pūn (はなをぷーん)                   | YumYum / MenMen / Jirō Miyanaga, MenMen | 4:27  |    |    |    |    |    |    |
| 2.    | Futari wa NS (ふたりはNS)                    | YumYum / MenMen / Jirō Miyanaga         | 4:39  |    |    |    |    |    |    |
| 3.    | Hana wo Pūn (Instrumental) (はなをぷーん...) | (...) / MenMen / Jirō Miyanaga, MenMen  | 4:27  |    |    |    |    |    |    |
| 4.    | Futari wa NS (Instrumental) (ふたりはNS...)  | (...) / MenMen / Jirō Miyanaga          | 4:32  |    |    |    |    |    |    |
| 18:04 |                                              |                                         |       |    |    |    |    |    |    |

| 1. | Hana wo Pūn (はなをぷーん)   | Clip vidéo |  |
| 2. | Futari wa NS (ふたりはNS)    | Clip vidéo |  |
| 3. | Making Eizō (メイキング映像) | Making of  |  |